# Marianne Horak
Marianne Horak (Glarus, 1944) és una entomòloga suïssa-australiana especialitzada en lepidòpters australians, en particular les arnes de les famílies Phycitinae i Tortricidae. També va fer importants investigacions sobre les arnes del gènere Ogmograptis, durant les quals es van descobrir onze noves espècies.

## Biografia
Horak va néixer a Glarus (Suïssa), on es va inspirar a estudiar entomologia des de la seva infància creixent en una vall dels Alps. Va estudiar a l'Institut Federal de Tecnologia (ETH) de Zúric, obtenint el seu M.Sc. el 1970 i doctorat eln 1983. Va realitzar nombrosos treballs de camp a Nova Zelanda (1967-1969), Nova Guinea (1971-1973) i Indonèsia (1985) abans d'instal·lar-se permanentment a Austràlia.
És l'actual redactora en cap de Monographs of Australian Lepidoptera (Monografies de lepidòpters australians), presidenta de l' Australian Lepidoptera Research Endowment (Fundació d'investigació de lepidòpters d'Austràlia) i investigadora honorífica en la Lepidoptera sistemàtica a la Col·lecció Nacional d'Insectes d'Austràlia de la CSIRO, on treballa com a conservadora de lepidòpters i va ser cap de recerca de lepidòpters fins a la seva jubilació el 2010.
Horak ha descobert diverses espècies noves de lepidòpters, incloent múltiples espècies de Cadra, Heterochorista i Ogmograptis. També és l'autoritat dels tàxons per a diversos gèneres, incloent Aglaogonia, Atriscripta i Cnecidophora.
Horak va ser la primera persona a rebre la Medalla de J.O. Westwood (2008) per la seva excel·lent tasca en la taxonomia d'insectes per «la seva excel·lent monografia titulada The Olethreutine Moths of Australia (Lepidoptera: Tortricidae)». Les espècies d'arnes Coleophora horakae, Hilarographa mariannae i Myrtartona mariannae van ser nomenades en honor seu.
Horak és considerada una dels principals expertes mundials en la sistemàtica dels tortrícids.
Anteriorment estava casada amb el micòleg austríac Egon Horak.